# Kormája
Kormája, Karmajadűlő (románul: Cormaia) falu Romániában, Erdélyben, Beszterce-Naszód megyében.

## Fekvése
Oláhszentgyörgy közelében fekvő település.

## Története
Kormája, Karmajadűlő korábban Oláhszentgyörgy része volt. 1956 körül vált külön, ekkor 297 lakosa volt. 1966-ban 612 lakosa volt, ebből 603 román, 8 magyar, 1 német. 1977-ben 625, 1992-ben 732, a 2002-es népszámláláskor pedig 822 román lakosa volt.

## Nevezetességek
- 18. századi ortodox fatemplom